# Майстер демонічного культу (роман)
«Засновник темного шляху» ( кит.: 魔道祖师; піньїнь . Módào zǔshī ), інший варіант перекладу, калька з російського варіанту - «Майстер демонічного культу» — китайський веброман письменниці Мосян Тонсю ( кит.: 墨香铜臭).
З 2015 до 2016 року випуском роману займалося видавництво Jinjiang Literature City. З грудня 2016 року випускався під видавництвом Pingxin у Тайвані. У грудні 2018 року видавництво Sichuan Literature and Art Publishing House змінило назву роману на «ВанСянь» ( кит. 无羁) і випустило перший том у Китаї.
З 2017 року роман було адаптовано до маньхва, радіопостановки, дунхва та дорами.

## Сюжет
Події відбуваються у вигаданому світі уся, що нагадує стародавній Китай, там людська цивілізація складається зі звичайних простолюдинів і людей, які належать до світу культивування, навколо якого і обертається історія. Ті, хто має достатній контроль над своєю духовною енергією, виконують такі фантастичні завдання, як звільнення душ, боротьба зі злими духами та лютими мерцями, вигнання демонів з місць чи об’єктів із привидами та полювання на мерців. Їхню силу можна направити через духовну зброю, магічні музичні інструменти, талісмани, алхімію та різні інші форми інструментів самовдосконалення Стародавнього Китаю.
Золоте ядро (金丹, Jīn Dān ) — культивована куля, матеріалізована з концентрованої Ци — фундаментальної енергії, яка становить загальне здоров’я — в тілі живої людини та функціонує як сховище для її духовної сили. Після формування золоте ядро може підвищити рівень вдосконалення, що призведе до швидшого розвитку навичок і збільшення тривалості життя. Це важливий аспект самовдосконалення, оскільки існують певні прийоми та методи захисту, які можна виконати лише за допомогою добре розвиненого золотого ядра. Формування та розвиток ядра можна досягти роками старанних рутинних практик, таких як медитація та загальне навчання бойовим мистецтвам. Золоте ядро людини неможливо відновити, якщо його знищити або видалити. Люди, які не володіють ним, або ті, хто формує його пізно в житті, ніколи не створюють міцної бази вдосконалення і повинні покладатися на інструменти, техніки чи інші «шляхи», які не вимагають значного використання їх власної духовної енергії.
Світ культивування складається з численних великих і малих спілок. Найвидатнішими з них були п’ять великих спілок:
• Спілка Цішань Вень (岐山温氏; Qíshān Wēn Shì);
• Спілка Юньмен Дзян (云梦江氏; Yúnmèng Jiāng Shì);                                                         
• Спілка Ґусу Лань (姑苏蓝).氏; Gūsū Lán Shì);
• Спілка Ланьлін Дзінь (兰陵金氏; Lánlíng Jīn Shì );
• Спілка Цінхе Нє (清河聂氏; Qīnghé Niè Shì).
Кожна спілка розташована у відповідному регіоні, де послідовники навчаються своєму спеціальному орієнтованому на спілку «шляху вдосконалення», який вони використовують на практиці для захисту громадян під своєю юрисдикцією від фізичних і паранормальних загроз, щоб отримати славу для свого клану та підвищити свій особистий рівень вдосконалення. 
Протагоніст, Вей Вусянь, спочатку є шанованим героєм, але за певних обставин засновує «темний шлях» (魔道). Врешті-решт він гине, люто ненависний усім. Але через 13 років Вей Вусянь повертається до життя в тілі забитого сільського хлопця, що бажав помститися своїм родичам за всі приниження та знущання.

## Головні герої
Вей Їн (魏婴 Wèi Yīng ), ім'я в побуті: Вей Вусянь (魏无羡, Wèi Wúxiàn), відомий також як Старійшина Їлін (夷陵老祖, Yílíng Lǎozǔ ) — Засновник темного шляху, колишній учень клану Юньмен Дзян. Вей Вусянь загинув під час нападу на гору Луаньдзан за тринадцять років до основних подій роману. У результаті жертовного ритуалу його дух було покликано у тіло сільського небораки Мо Сюанью, що прагнув помститися своїм родичам за погане ставлення та знущання. Обставини загибелі Вей Вусяня розкриваються протягом усієї історії, поки Вей Їн разом із Лань Вандзі розшукують частини тіла загадкового незнайомця.
Лань Чжань (蓝湛 Lán Zhàn ), ім'я в побуті: Лань Вандзі (蓝忘機, Lán Wàngjī). Заклинатель, що походить із клану Ґусу Лань. У молодості Лань Вандзі товаришував із Вей Вусянем. Коли Вей Вусянь заснував темний шлях, Лань Вандзі намагався відмовити його та захистити від інших кланів. Через тринадцять років він впізнає Вей Вусяня у тілі Мо Сюанью і з плином часу допомагає йому відновити добре ім'я.

## Медіа

### Роман
Роман було написано Мосян Тунсю (кит. 墨香铜냄) і опублікувано з 2015 по 2016 рік на онлайн-платформі Jinjiang Literature City (江江文学城). Паперова версію було видано студією Pinsin Studio (대심사) у грудні 2016 році традиційною китайською мовою, а пізніше, у грудні 2018, видавництвом Sichuan Literature and Art Publishing House (кит. 文文文版版社) на спрощеній китайській мові.

### Маньхуа
Роман було адаптовано до маньхуа у 2017 році. Маньхуа офіційно випущено видавництвом KuaiKan Manhua (кит. 快 看 漫画) . Перший розділ вийшов 8 грудня 2017 року. Маньхуа оновлювалася щосуботи (GMT +08:00), але потім вихід нових глав перенесли на понеділок (GMT +08:00). Маньхуа було нагороджено срібною нагородою як найкращий комікс з адаптації на 16-ій премії «Золотий дракон»  .

### Радіопостановка
Роман було адаптовано для радіопостановки (кит. 广播剧 祖师 广播剧), її створила студія Polar Penguin. Аудіо-драма транслювалася на китайському сайті MissEvan.com . Перший сезон транслювався з 8 червня по 24 серпня 2018 року, загалом вийшло 12 епізодів з кількома додатковими частинами. Другий сезон виходив з 5 жовтня 2018 року по 5 квітня 2019 року і складався з 18 епізодів. Третій сезон складався з 19 епізодів та розпочав мовлення 17 червня 2019 року.
Радіопостановка мала фінансовий успіх, вона отримала високу оцінку за свою сюжетну лінію та якість озвучування акторів. Вона зібрала сотні мільйонів відтворень у всіх трьох сезонах. Кожен із епізод посідав перше місце у щотижневому рейтингу.

### Дунхуа
У 2018 році Tencent Penguin Pictures та BC May Pictures випустили однойменну дунхуа. Перший сезон мав 15 серій, транслювався на Tencent Video з 9 липня по 6 жовтня 2018 року. У другому сезоні було 8 серій, він транслювався з 3 серпня до 5 жовтня 2019 року. Третій сезон виходив з 7 серпня 2021 року і складався з 12 серій.

### Дорама
У 2019 році вийшла дорама «Неприборканий: Володар Ченьцін» (кит. 陈情令). Серіал був спродюсований компаніями Tencent Penguin Pictures та New Style Media  . Головних героїв зіграли Сяо Чжань у ролі Вей Вусяня та Ван Їбо у ролі Лань Вандзі. Серіал транслювався в Китаї компанією Tencent Video з 27 червня до 20 серпня 2019 року із загальною кількістю 50 серій.
Телесеріал здобув популярність не тільки у Китаї, а й за його межами. «Неприборканий» було перекладено 11 мовами і з 25 жовтня 2019 року транслюється на Netflix у Північній та Південній Америці, Європі, Австралії, Філіппінах та Індії  . Серіал мав комерційний успіх, він приніс славу акторам-початківцям Сяо Чжаню і Ван Їбо по всій Азії.